# Super low frequency
SLF er en forkortelse for det engelske tekniske begreb Super Low Frequency (Super Lav Frekvens). SLF er radiobølger i frekvensintervallet (fra men ikke med) 30 Hz – 300 Hz, der har følgende korresponderende bølgelængdeinterval i vakuum (fra men ikke med) 10.000 km - 1.000 km.
(En anden konfliktende definition, som omfatter dette frekvensinterval er Extremely Low Frequency (ELF, "Ekstremt Lav Frekvens"), der i nogle sammenhænge henfører til alle frekvenser op til 300 Hertz.)
Dette frekvensinterval omfatter elnettets AC frekvenser (50 Hertz (fx EU) and 60 Hertz (fx USA)).
Grundet den ekstreme vanskelighed med at bygge radiosendere, som genererer så lange radiobølger, bliver frekvenser i dette interval kun anvendt i få menneskefremstillede systemer. Radiokommunikation i SLF-området er meget langsom. Derfor benyttes dette spektrum udelukkende til kommunikation, hvor der ikke er andre muligheder. SLF er i stand til at trænge flere hundrede meter ned i saltvand.
USA's flåde brugte SLF til kommunikation med neddykkede undervandsbåde. Det Russiske og Indiske militær har også bygget store radiosendere, som anvender SLF til at kommunikere med deres ubåde.